# Rhacaplacarus scrupeus
Rhacaplacarus scrupeus är en kvalsterart som först beskrevs av Wojciech Niedbała 1989.  Rhacaplacarus scrupeus ingår i släktet Rhacaplacarus och familjen Phthiracaridae. Inga underarter finns listade i Catalogue of Life.